# Singapurská kuchyně
Singapurská kuchyně je různorodá kuchyně a obsahuje prvky odvozené z několika etnických skupin. Singapurská kuchyně byla ovlivněna malajskou, čínskou, indickou, srílanskou, thajskou, blízkovýchodní a indonéskou kuchyní.
V Singapuru jsou restaurace, které se specializují na kuchyně z nejrůznějších zemí z celého světa.

## Potravinová kultura v Singapuru
Singapurská zdvořilostní fráze na začátku společného jídla (ve všech úředních jazycích) je "Dojedli jste?" (Have you eaten?). Vzhledem k tomu, že Singapur je smíšený kulturní národ, existuje široká škála lidí, kteří mají rozdílné zvyky a zdvořilostní fráze, například muslimové a hinduisté.

## Druhy potravin
Singapurské potraviny lze rozdělit do pěti typů podle hlavních surovin: maso, mořské plody, rýže, nudle a dezert nebo svačina. Singapur je proslulý svými mořskými plody.

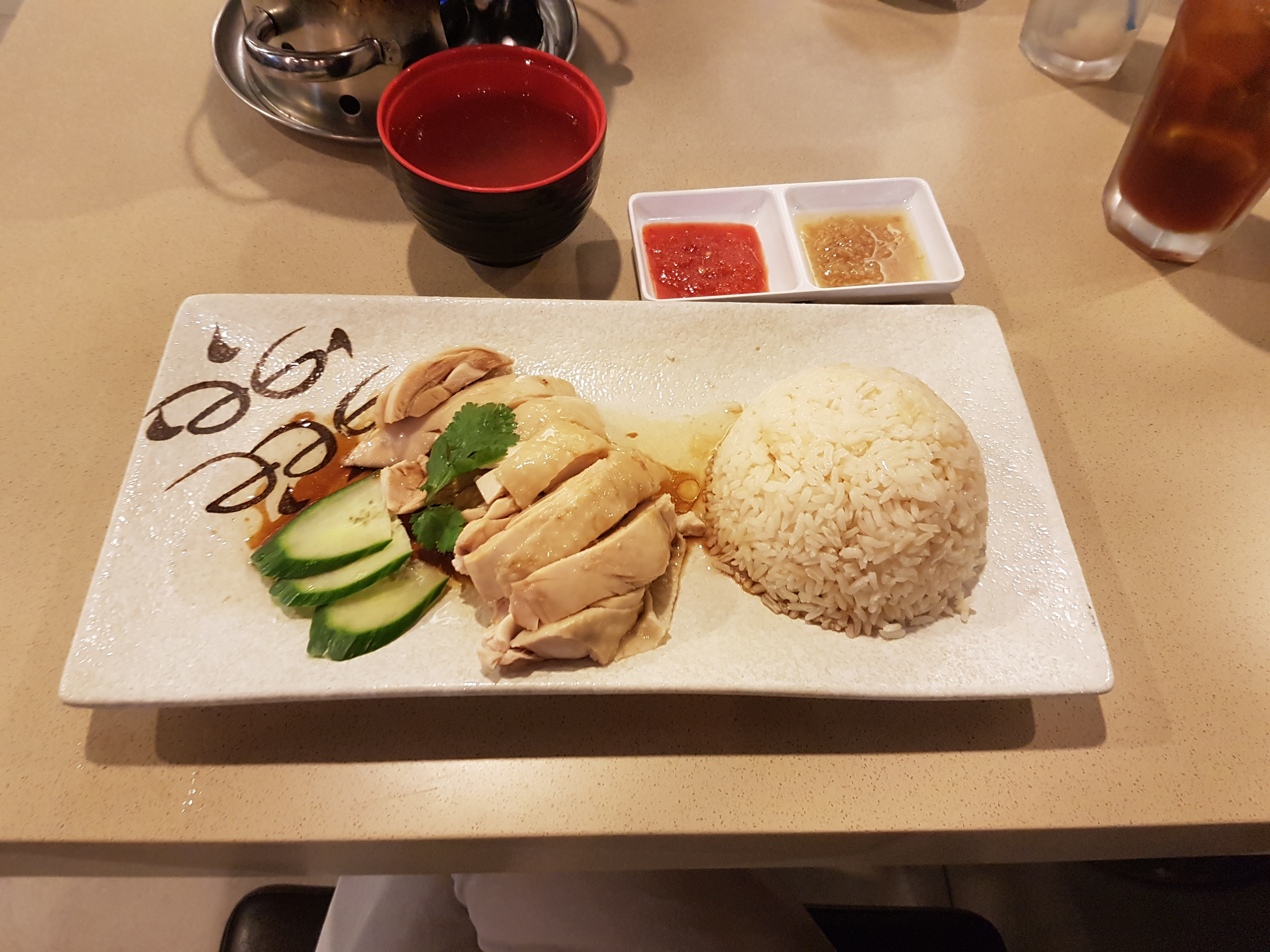
Rýže hainanese s kuřecím masem

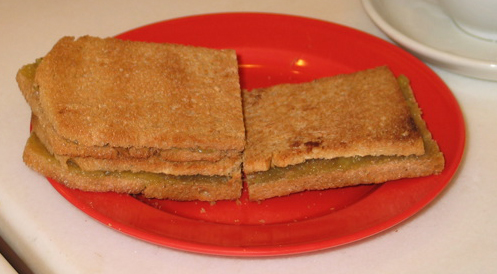
Kaya toast

Krab s chilli a krab s černým pepřem jsou dva charakteristické pokrmy, které dominují singapurské kuchyni a jsou doporučovány turistům. Dalším oblíbeným pokrmem je sambal stingray. V kategorii masa je nejoblíbenější rýže hainanese s kuřecím masem.- rýže vařená v kuřecím tuku, podávaná s vařeným kuřetem a s chilli omáčkou. V Singapurské kuchyni jsou populární tyto tři pokrmy z kategorie nudlí: hokkien mee jsou smažené vaječné nudle s krevetami a plátky vepřového masa a s omáčkou, nonya laksa jsou rýžové nudle podávané v kokosovém krevetovém vývaru a char kuey teow – smažené rýžové nudle s krevetami a s klobásou. V kategorii dezertů a svačin je známý kaya toast především kvůli použití kaya (džemu z kokosového ořechu).

## Ovoce

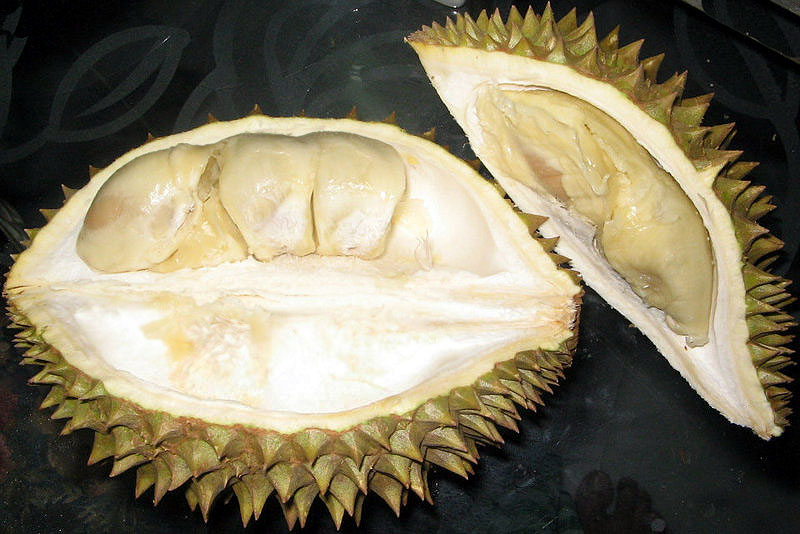
Durian

Široká nabídka tropického ovoce je k v Singapuru k dispozici po celý rok. Mezi nejznámější ovoce se řadí durian, známý jako "král ovoce", který vytváří charakteristický zápach. Konzumace durianů je v Singapuru zakázána ve veřejné dopravě, ve výtazích, některých hotelech a veřejných budovách kvůli silnému zápachu.
Další populární tropické ovoce jsou například mangostana, chlebovník, longan, liči, rambutan, láhevník, ananas a mango.